# أوسبورن كولسون
أوسبورن كولسون هو مدرب تزلج فني ‏ كندي، ولد في 31 مارس 1916 في تورونتو في كندا، وتوفي بنفس المكان في 14 يوليو 2006.